# Slereboåns dalgång
Slereboåns dalgång är ett naturreservat i Skepplanda socken i Ale kommun i Västergötland.

## Beskrivning
Naturreservatet hör till EU-nätverket Natura 2000 och ligger i vildmarksområdet Risveden och gränsar i nordost till byn Röserna och i sydväst till Svedjan nära småorten Skår. Reservatet består av gammal orörd barrskog med hålvägar av sannolikt medeltida ursprung. Området är artrikt med bl.a. flera lokaler av flodpärlmussla i Sörån (Slereboån) som rinner ut i Grönån strax väster om byarna Blinneberg och Slittorp. Området är omkring 49 hektar stort, det inrättades år 2000 och förvaltas av Västkuststiftelsen. Tillsammans med Bergsjöns naturreservat, Färdsleskogens naturreservat och Skårs naturreservat utgör Slereboåns dalgång del av ett drygt 200 hektar stort sammanhängande område av skyddad vildmark.

## Bilder

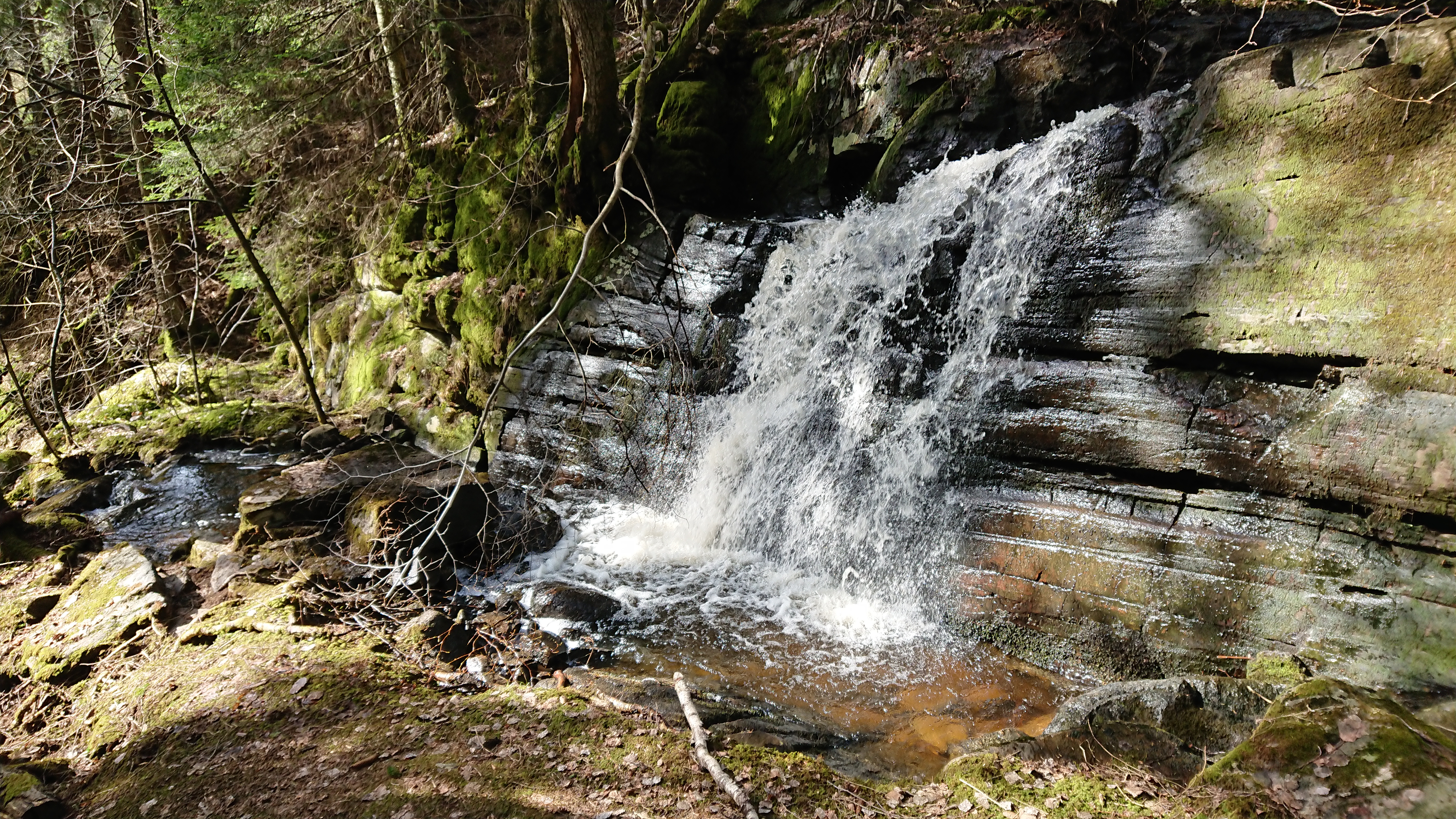
Sveafallet i Gäddevadsbäcken i april 2018.
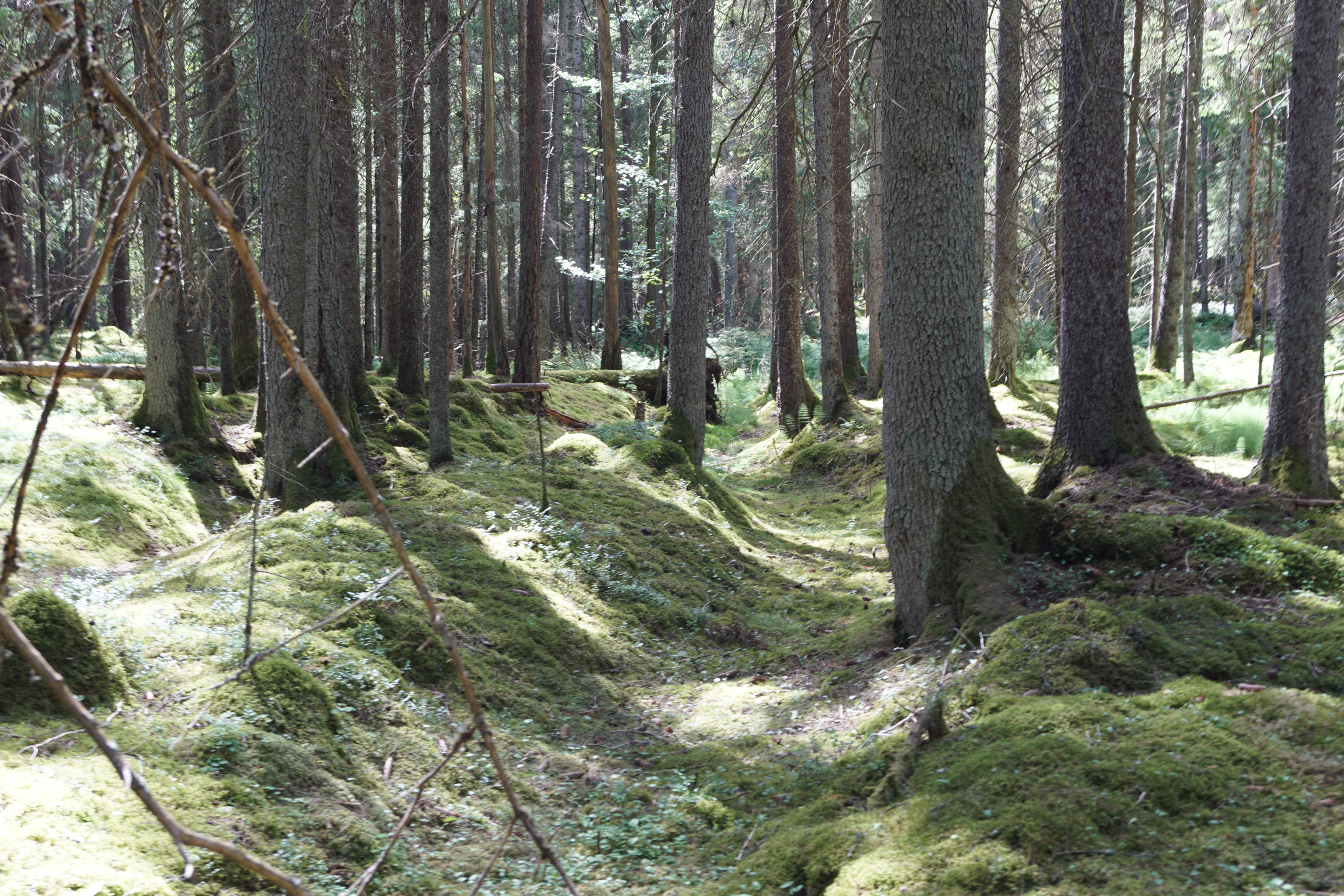
Hålväg från den medeltida ridvägen Lödösevägen nära byn Röserna.
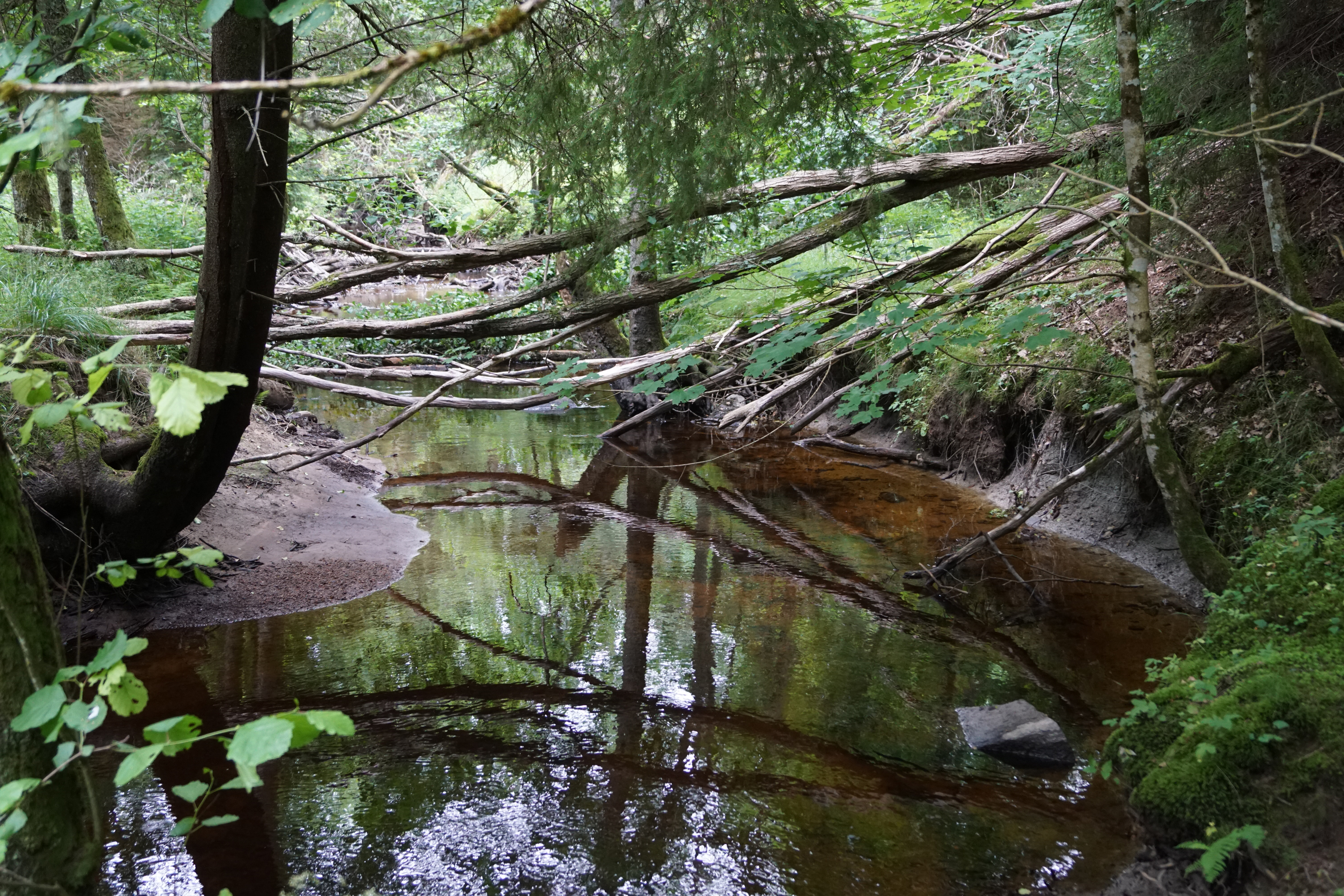
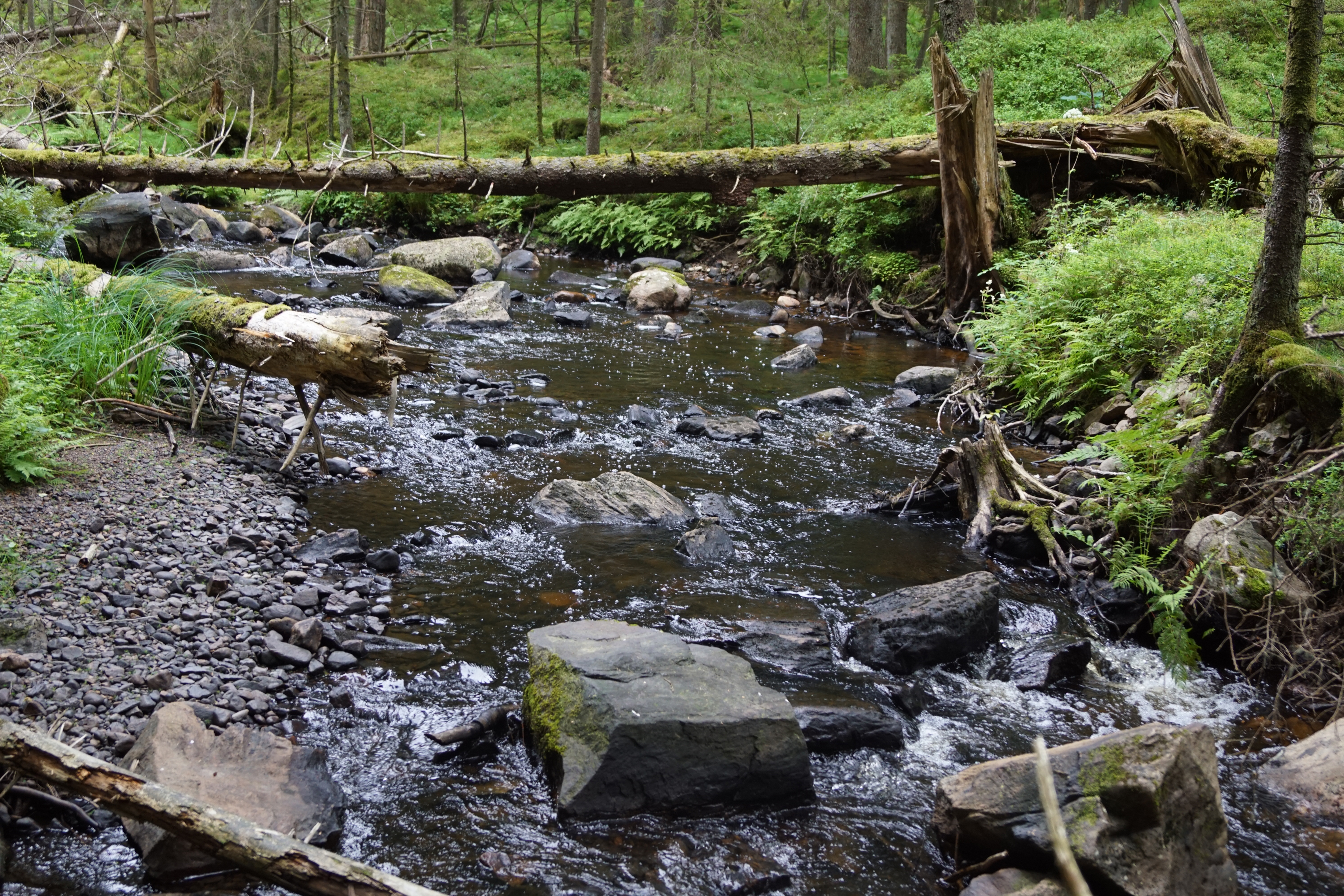